# Robert J. Lefkowitz
Robert J. Lefkowitz (n. 15 aprilie 1943, New York City, New York, SUA) este un medic și cercetător american, laureat al Premiului Nobel pentru Chimie pe 2012, împreună cu Brian K. Kobilka, „pentru studiul receptorilor cuplați cu proteine G”. Lefkowitz a cercetat receptorii celulari în 1968 și a descoperit, cu ajutorul radioactivității, mai mulți receptori de hormoni din celule, între care și unul pentru adrenalină.